# Ultra-Trail Mt.Fuji
L'Ultra-Trail Mt.Fuji (abrégé UTMF, en japonais : ウルトラトレイル・マウントフジ, urutoratoreiru mauntofuji) est un ultra-trail disputé chaque année dans la préfecture de Yamanashi, au Japon. Établi en 2012 comme une épreuve autonome, il constitue désormais l'une des étapes de l'Ultra-Trail World Tour fondé en 2013 et disputé pour la première fois en 2014.
Le parcours consiste à effectuer 100 miles autour du mont Fuji en un temps limite de 45 heures. Les participants doivent avoir au minimum 18 ans et avoir gagné des points qualificatifs sur d'autres compétitions de trail.

## Historique
De 2012 à 2014, l'UTMF est organisé en avril. Mais en raison de températures très basses, enregistrées de nuit en montagne, l'organisation décide de déplacer la course au mois de septembre. Les 4e et 5e éditions (2015 et 2016) sont marqués par des conditions météorologiques particulièrement difficiles. À cause de fortes pluies et pour des raisons de sécurité, l'édition 2016 est arrêté après un peu plus de 40 km. Dès lors, les organisateurs décident de re-programmer les futures éditions au printemps. Le délai trop court empêchant la tenue de l'évènement en 2017, la 6e édition de l'Ultra-Trail Mt.Fuji se tient au printemps 2018.
L'édition 2020, initialement prévue le 24 avril, est finalement annulée en raison de la pandémie de Covid-19, tout comme l'édition 2021.

## Parcours

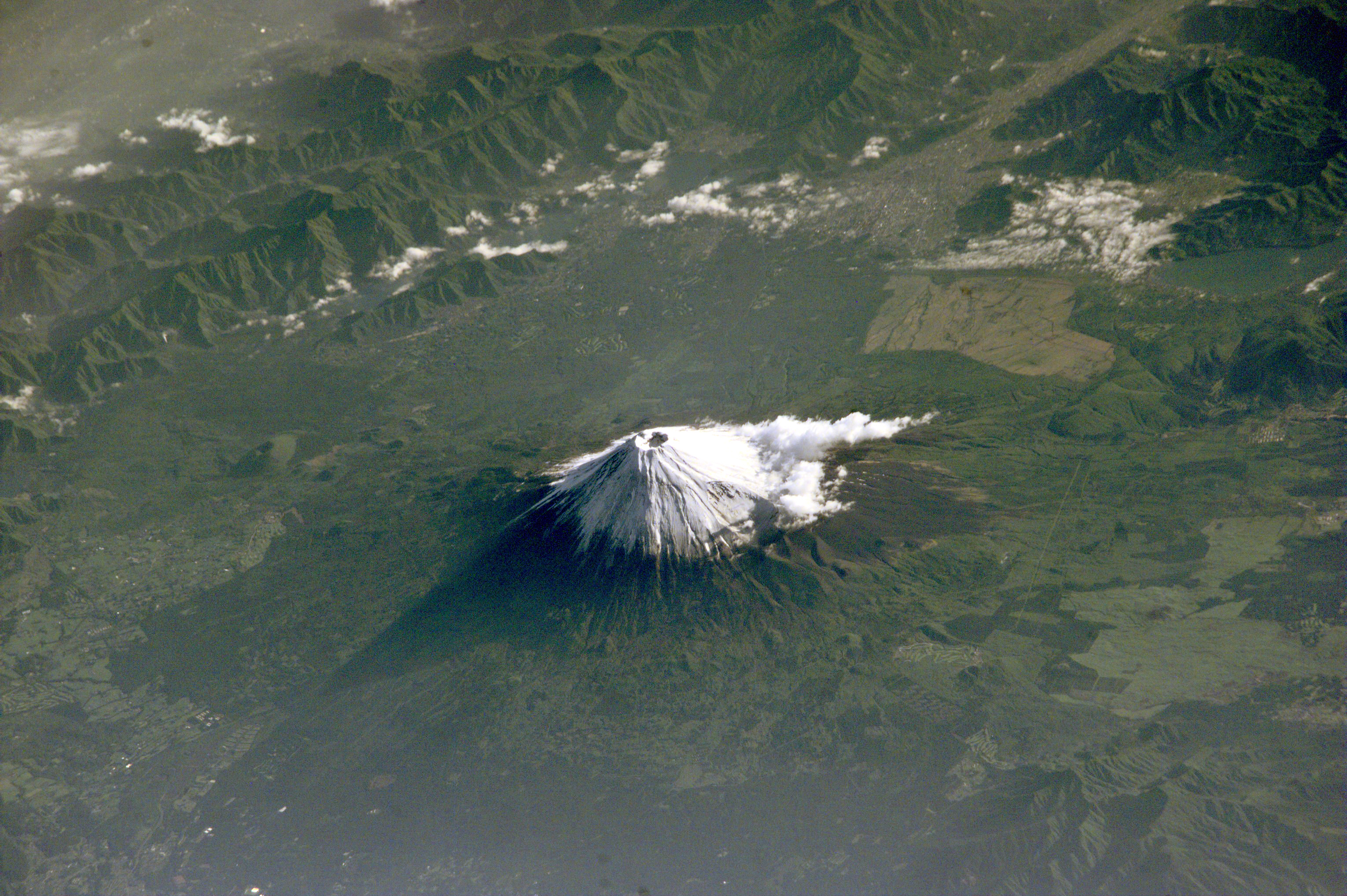
Vue satellite du mont Fuji

La course, d'un total de 169 km, commence et se termine au parc Yagizaki de la ville de Fuji-Kawaguchiko située dans la préfecture de Yamanashi, autour du mont Fuji, cumulant un dénivelé positif de 9 478 m. Une portion du parcours se déroule également dans la préfecture de Shizuoka.
En 2024, le départ est donné à Fuji et se termine dans le stade du Fuji Hokuroku Stadium (en) de la ville de Fujiyoshida.

## Palmarès
Record de l'épreuve

### 2012
| Hommes | Hommes            | Hommes           |  | Femmes | Femmes                  | Femmes           |
| Rang   | Athlète           | Temps            |  | Rang   | Athlète                 | Temps            |
| ------ | ----------------- | ---------------- |  | ------ | ----------------------- | ---------------- |
| 1      | Julien Chorier    | 18 h 53 min 12 s |  | 1      | Nerea Martinez Urruzola | 24 h 05 min 04 s |
| 2      | Adam Campbell     | 19 h 26 min 29 s |  | 2      | Hiroko Suzuki           | 27 h 16 min 32 s |
| 3      | Ken'ichi Yamamoto | 21 h 15 min 02 s |  | 3      | Nora Senn               | 28 h 21 min 57 s |

### 2013

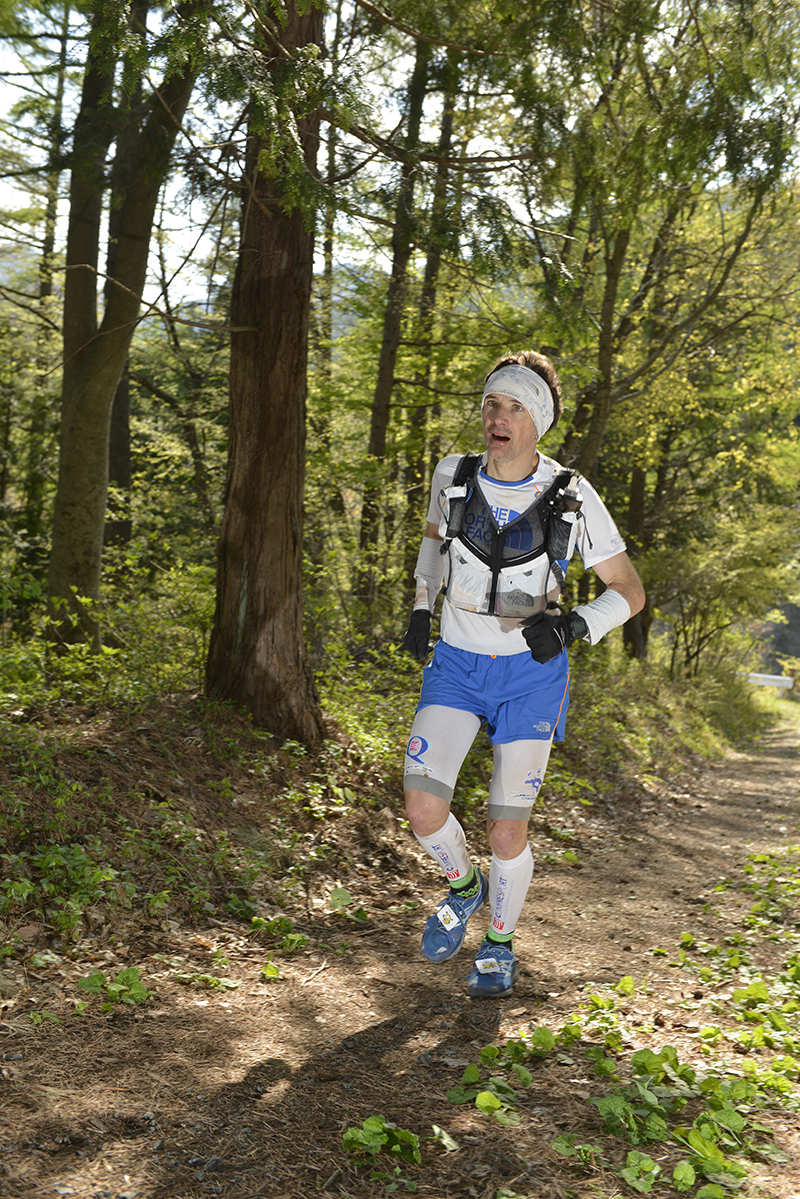
Sébastien Chaigneau sur l'UTMF 2013.

| Hommes | Hommes              | Hommes           |  | Femmes | Femmes           | Femmes           |
| Rang   | Athlète             | Temps            |  | Rang   | Athlète          | Temps            |
| ------ | ------------------- | ---------------- |  | ------ | ---------------- | ---------------- |
| 1      | Yoshikazu Hara      | 19 h 39 min 48 s |  | 1      | Krissy Moehl     | 24 h 35 min 45 s |
| 2      | Julien Chorier      | 19 h 48 min 28 s |  | 2      | Shona Stephenson | 25 h 56 min 53 s |
| 3      | Sébastien Chaigneau | 19 h 50 min 13 s |  | 3      | Ogawa Hitomi     | 26 h 15 min 25 s |

### 2014
| Hommes | Hommes           | Hommes           |  | Femmes | Femmes          | Femmes           |
| Rang   | Athlète          | Temps            |  | Rang   | Athlète         | Temps            |
| ------ | ---------------- | ---------------- |  | ------ | --------------- | ---------------- |
| 1      | François D'Haene | 19 h 09 min 03 s |  | 1      | Núria Picas     | 23 h 27 min 34 s |
| 2      | Ryan Sandes      | 20 h 18 min 59 s |  | 2      | Fernanda Maciel | 23 h 46 min 24 s |
| 3      | Mike Adam Foote  | 20 h 54 min 16 s |  | 3      | Maria Semerjian | 27 h 16 min 13 s |

### 2015
| Hommes | Hommes            | Hommes           |  | Femmes | Femmes                         | Femmes           |
| Rang   | Athlète           | Temps            |  | Rang   | Athlète                        | Temps            |
| ------ | ----------------- | ---------------- |  | ------ | ------------------------------ | ---------------- |
| 1      | Gediminas Grinius | 20 h 40 min 58 s |  | 1      | Uxue Fraile Azpeitia           | 25 h 34 min 02 s |
| 2      | Arnaud Lejeune    | 21 h 54 min 51 s |  | 2      | Aliza Lapierre Fernanda Maciel | 26 h 44 min 25 s |
| 3      | Jeff Browning     | 22 h 01 min 01 s |  | 3      | –                              | –                |

### 2016
L'édition 2016 est arrêté après 44 km de course à cause de fortes pluies. L'Américain Dylan Bowman et la Brésilienne Fernanda Maciel, alors leaders respectifs du classement masculin et féminin, sont déclarés vainqueurs. Dans ces conditions, l'organisation de l'Ultra-Trail World Tour décide de ne pas compter ces résultats pour le classement final 2016,.

### 2017
L'épreuve n'a pas lieu en 2017 à la suite de la décision de reprogrammer la course en avril (elle avait eu lieu en septembre 2016) le délai était trop cours pour l'organisation.

### 2018
La 6e édition se tient le 27 avril 2018. L'épreuve masculine est remportée par Dylan Bowman, il double dans les 10 derniers km Pau Capell qui avait mené une grande partie de la course. L'épreuve féminine est remportée par Courtney Dauwalter.
| Hommes | Hommes       | Hommes           |  | Femmes | Femmes             | Femmes           |
| Rang   | Athlète      | Temps            |  | Rang   | Athlète            | Temps            |
| ------ | ------------ | ---------------- |  | ------ | ------------------ | ---------------- |
| 1      | Dylan Bowman | 19 h 21 min 21 s |  | 1      | Courtney Dauwalter | 23 h 57 min 48 s |
| 2      | Pau Capell   | 19 h 24 min 51 s |  | 2      | Kaori Niwa         | 26 h 00 min 29 s |
| 3      | Seth Swanson | 20 h 44 min 29 s |  | 3      | Kaori Asahara      | 26 h 30 min 40 s |

### 2019
La 7e édition se tient le 26 avril 2019. L'épreuve masculine est remportée par Xavier Thévenard. L'épreuve féminine est remportée par Fuzhao Xiang qui prend la première place provisoire du classement de l'ultra-trail world tour après sa 2e place sur le Hong Kong 100.
| 1 | Xavier Thévenard | 19 h 36 min 26 s |  | 1 | Fuzhao Xiang  | 24 h 20 min 00 s |
| 2 | Jing Liang       | 20 h 39 min 38 s |  | 2 | Lou Clifton   | 25 h 50 min 48 s |
| 3 | Loren Newman     | 20 h40 min 14 s  |  | 3 | Kaori Asahara | 25 h 55 min 53 s |

### 2022
La 8e édition se tient le 22 avril 2022 après deux éditions annulées en raison de la pandémie de Covid-19. Réservée aux résidents du Japon, l'épreuve masculine est remportée par Hirokazu Nishimura et l'épreuve féminine par Kimino Miyazaki.
| Hommes | Hommes             | Hommes           |  | Femmes | Femmes          | Femmes           |
| Rang   | Athlète            | Temps            |  | Rang   | Athlète         | Temps            |
| ------ | ------------------ | ---------------- |  | ------ | --------------- | ---------------- |
| 1      | Hirokazu Nishimura | 18 h 15 min 32 s |  | 1      | Kimino Miyazaki | 22 h 14 min 15 s |
| 2      | Takashi Doi        | 18 h 45 min 45 s |  | 2      | Junko Yano      | 23 h 35 min 55 s |
| 3      | Hajime Mamba       | 18 h 52 min 02 s |  | 3      | Yukari Hoshino  | 23 h 55 min 15 s |

### 2023
La 9e édition se tient le 21 avril 2023. L'épreuve masculine est remportée par le Chinois Jiaju Zhao et l'épreuve féminine par la Chinoise Fuzhao Xiang.
| Hommes | Hommes            | Hommes           |  | Femmes | Femmes         | Femmes           |
| Rang   | Athlète           | Temps            |  | Rang   | Athlète        | Temps            |
| ------ | ----------------- | ---------------- |  | ------ | -------------- | ---------------- |
| 1      | Jiaju Zhao        | 19 h 35 min 24 s |  | 1      | Fuzhao Xiang   | 24 h 14 min 51 s |
| 2      | Yuya Kawasaki     | 19 h 54 min 57 s |  | 2      | Chen Rongrong  | 25 h 28 min 55 s |
| 3      | Tomonori Onitsuka | 20 h 59 min 25 s |  | 3      | Chizuru Ofuchi | 26 h 37 min 13 s |

### 2024
La 10e édition se tient le 26 avril 2024. L'épreuve masculine est remportée par le Chinois Deng Guomin et l'épreuve féminine par l'Américaine Courtney Dauwalter qui termine 3e au scratch et remporte la course pour la seconde fois.
| Hommes | Hommes      | Hommes           |  | Femmes | Femmes             | Femmes           |
| Rang   | Athlète     | Temps            |  | Rang   | Athlète            | Temps            |
| ------ | ----------- | ---------------- |  | ------ | ------------------ | ---------------- |
| 1      | Deng Guomin | 19 h 10 min 34 s |  | 1      | Courtney Dauwalter | 19 h 21 min 22 s |
| 2      | Qin Du Gui  | 19 h 20 min 52 s |  | 2      | Yukari Seimiya     | 23 h 36 min 55 s |
| 3      | Ryo Murata  | 20 h 27 min 14 s |  | 3      | Chi-Yee Yan        | 26 h 15 min 46 s |

### 2025
| Hommes | Hommes        | Hommes           |  | Femmes | Femmes         | Femmes           |
| Rang   | Athlète       | Temps            |  | Rang   | Athlète        | Temps            |
| ------ | ------------- | ---------------- |  | ------ | -------------- | ---------------- |
| 1      | Joaquín López | 17 h 48 min 40 s |  | 1      | Man-Yee Cheung | 23 h 42 min 0 s  |
| 2      | Deng Guomin   | 18 h 56 min 43 s |  | 2      | Huiping Zhang  | 24 h 35 min 51 s |
| 3      | Yuya Kawasaki | 18 h 57 min 21 s |  | 3      | Arika Ito      | 24 h 59 min 43 s |